# Scythocentropus
Scythocentropus is een geslacht van vlinders van de familie Uilen (Noctuidae), uit de onderfamilie Hadeninae.

## Soorten
- S. ferrantei Draudt, 1911
- S. inquinata (Mabille, 1888)
- S. mercedes Pinker, 1974
- S. misella (Pungeler, 1907)
- S. scripturosa (Eversmann, 1854)